# Barbara Kappel

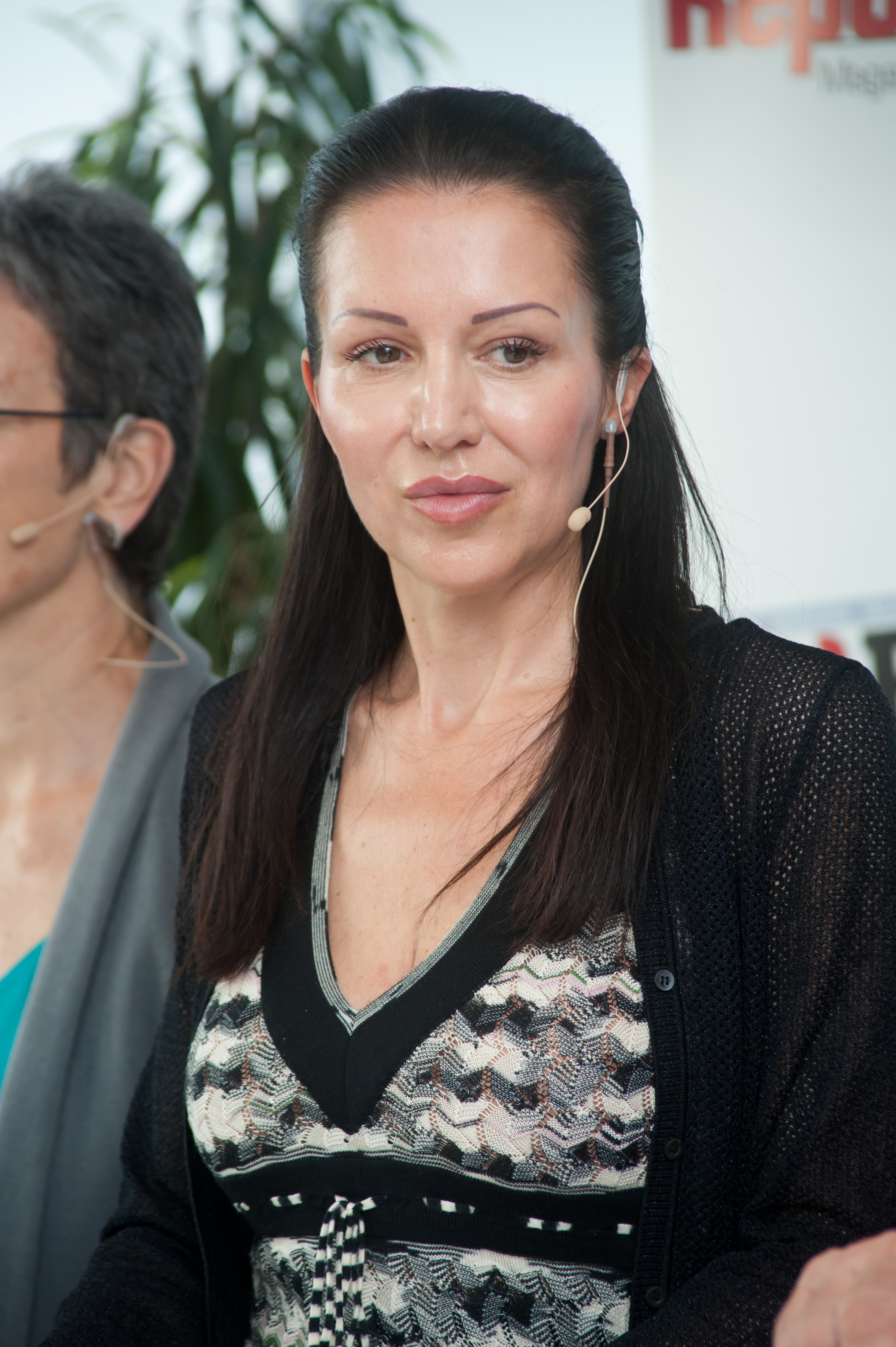
Barbara Kappel (2014)

Barbara Kappel (* 16. Februar 1965 in Reith im Alpbachtal) ist eine österreichische Politikerin. Von 2010 bis 2014 saß sie für die FPÖ im Wiener Landtag und Gemeinderat. Danach wechselte sie, zunächst als fraktionsloses Mitglied, ins Europäische Parlament, in dem sie bis zu ihrem Ausscheiden im Juni 2019 der Fraktion Europa der Nationen und Freiheit angehörte.

## Leben
Barbara Kappel verfügt über ein Doktorat der Wirtschaftswissenschaften, nachdem sie Wirtschafts- und Sozialwissenschaften in Innsbruck und Wien studierte.
Von 2000 bis 2006 arbeitete Kappel als Büroleiterin von Thomas Prinzhorn und nebenbei in einigen Agenturen, die der Industriellenvereinigung nahestehen. Von 2006 bis 2015 war Kappel geschäftsführende Gesellschafterin des Beratungsunternehmens Austrian Technologies. Im Oktober 2015 schied sie aus dem Unternehmen aus.
Im Jahr 2010 war Kappel Teil einer FPÖ-Kampagne, in der sie als Wirtschafts- bzw. Finanzministerin im Schattenkabinett von Heinz-Christian Strache vorgestellt wurde. März 2010 war sie Teil der FPÖ-Liste Pro Mittelstand bei den Wirtschaftskammerwahlen. Nach der Landtags- und Gemeinderatswahl in Wien 2010, wo sie auf Platz 6 der freiheitlichen Liste gesetzt war, zog sie in den Landtag ein. Im Jahr 2016 sowie im Zuge der Regierungsbildung im Jahr 2017 wurde Kappel erneut im Schattenkabinett von Ex-FPÖ-Chef Heinz-Christian Strache als mögliche Wirtschaftsministerin erwähnt.
Die Wochenzeitung Die Zeit (Österreich-Ausgabe) berichtete im Herbst 2011, Kappel habe in Osteuropa für ein Wasser geworben, dessen Vertriebssystem die Zeitung in die Nähe eines so genannten Pyramidenspiels rückte; Kappel betonte dagegen, nur in der Gründungs- und Produkteinführungsphase ehrenamtlich und nicht operativ für das Unternehmen tätig gewesen zu sein.

### Abgeordnete zum EU-Parlament
Laut einem Ranking der Nichtregierungsorganisation VoteWatch Europe aus dem Jahr 2019, in welchem die einflussreichsten EU-Parlamentarier und EU-Parlamentarierinnen ermittelt wurden, zählte Kappel zur zweiteinflussreichsten EU-Abgeordneten Österreichs. Insgesamt belegte sie in dem Ranking Platz 79 von 751.
Im Europäischen Parlament war Kappel in folgenden Ausschüssen und Delegationen Mitglied:
- Ausschuss für Industrie, Forschung und Energie
- Ausschuss für Wirtschaft und Währung
- Sonderausschuss zu Finanzkriminalität, Steuerhinterziehung und Steuervermeidung (TAX3)
- Delegation für die Beziehungen zu den Ländern Südostasiens und der Vereinigung südostasiatischer Staaten (ASEAN)
- Delegation für die Beziehungen zu den Vereinigten Staaten.

Außerdem war sie stellvertretendes Mitglied in folgenden Ausschüssen und Delegationen:
- Ausschuss für Haushaltskontrolle
- Haushaltsausschuss
- Delegation für die Beziehungen zur Arabischen Halbinsel

Nach der Europawahl in Österreich 2019 schied sie aus dem Europäischen Parlament aus.

### Vorwurf des Postenschachers
Im April 2020 wurde ein Nachrichten-Verlauf aus den Jahren 2018 und 2019 bekannt, aus dem hervorgeht, dass der damalige Fraktionsführer Harald Vilimsky und Parteichef Heinz-Christian Strache an Barbara Kappels Loyalität zweifelten und sie bei der EU-Wahl im Mai 2019 nicht mehr auf einem aussichtsreichen Listenplatz stehen werde.
Um einen Skandal zu vermeiden, sollte Kappel freiwillig und ohne Aufsehen öffentlich auf ihre Kandidatur verzichten und im Gegenzug mit Posten in staatsnahen Betrieben ruhiggestellt werden.
Auch ihr Kollege Johannes Hübner sollte später die „persönliche Entscheidung“ treffen, sich aus dem Parlament zurückzuziehen, nachdem er Hans Kelsen, den Vater der österreichischen Verfassung, als „Kohn“ bezeichnet hatte. In den 1930er Jahren hatten Nationalsozialisten jüdische Juristen mit diesem Begriff verunglimpft.
Kappel soll zugleich drei Aufsichtsrats-Posten in der OMV, Verbund und ÖBAG sowie zusätzlich mittelfristig den Posten als Vizepräsidentin der Österreichischen Nationalbank verlangt haben. Strache bot ihr stattdessen einen Geschäftsführungs-Posten im Bereich der ÖBB an, was Kappel ablehnte.

## Werke
- Frau in der Wirtschaft. In: Anneliese Kitzmüller (Hrsg.): Wir sind Familie! Der freiheitliche Weg zur familienfreundlichsten Gesellschaft. Verein zur Förderung der Medienvielfalt, Wien 2011, ISBN 978-3-9502849-4-2, S. 129–135.
- Barbara Kappel, Network-Policy-Analyse wirtschaftlicher Interessensgruppen in Österreich und auf der Ebene der Europäischen Union. Dissertation, 2000, Universität Innsbruck